# Szafa

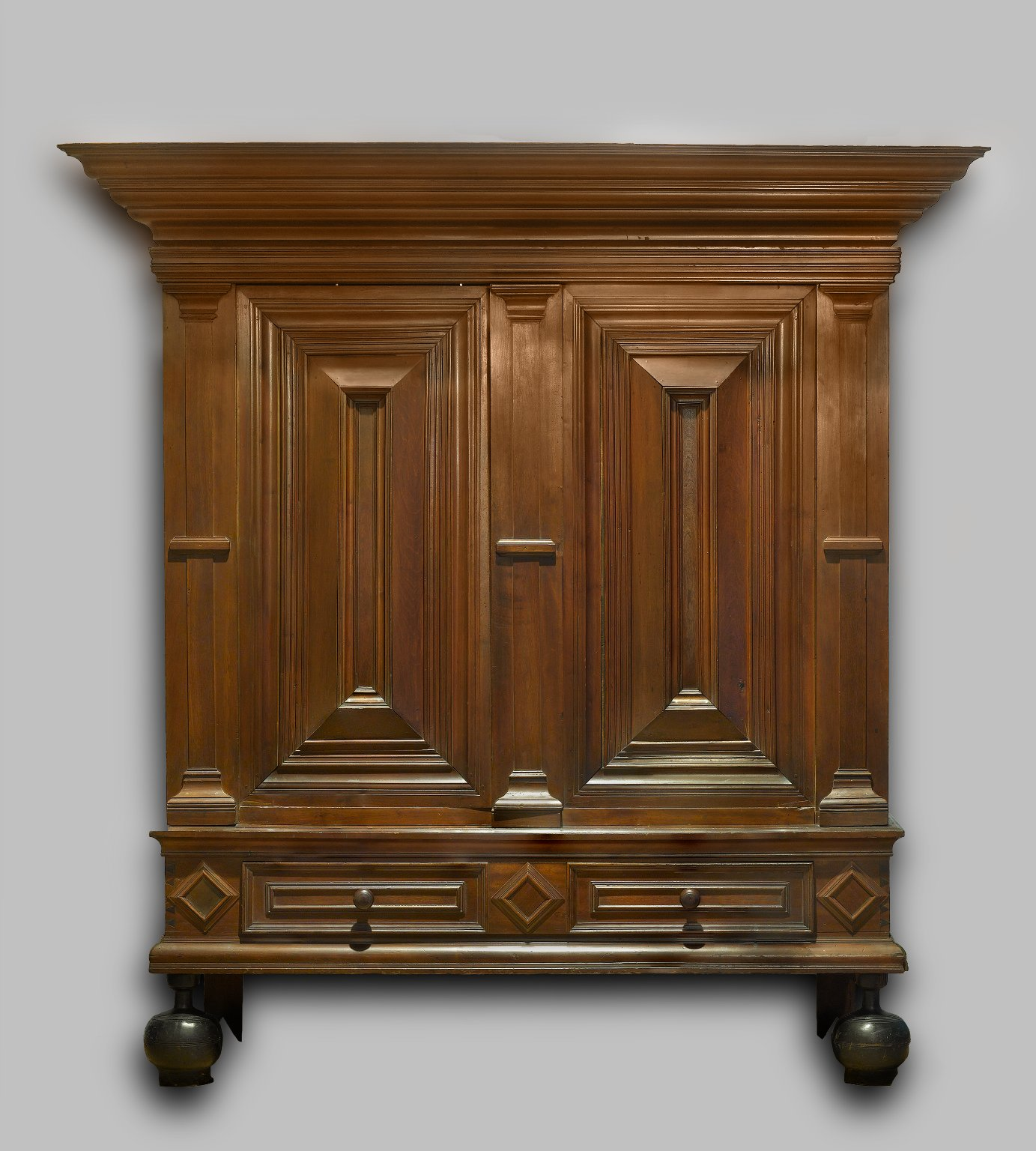
Szafa z początku XIX wieku

Szafa – mebel wolnostojący lub zabudowany we wnęce ściany, zamykany drzwiami, używany do przechowywania różnych przedmiotów, takich jak ubrania, książki czy naczynia. Na przestrzeni lat wygląd szafy unowocześniał się. Najczęstszym wyposażeniem szafy są:
- półki
- drąg do wieszania ubrań na wieszakach
- szuflady
- lustro
- wieszak na paski, krawaty, itp.

Mała szafa to szafka.

## Szafa w literaturze i sztuce
- Magiczna szafa przenosi bohaterów książki „Lew, czarownica i stara szafa” do innego świata.
- Szafa pojawia się jako główny motyw opowiadania Olgi Tokarczuk pod tytułem „Szafa”.